# Kita (piłkarz)
Kita, właśc. João Leithardt Neto (ur. 6 stycznia 1958 w Passo Fundo, zm. 3 października 2015 tamże) – brazylijski piłkarz, który występował na pozycji napastnika.

## Kariera klubowa
Zawodową karierę piłkarską Kita rozpoczął w klubie 14 de Julho Passo Fundo w 1975. W latach 1980–1981 był zawodnikiem Brasil Pelotas, a 1982–1983 EC Juventude. W 1983 był królem strzelców ligi stanowej Rio Grande do Sul, co zaowocowało transferem do SC Internacional. W Internacionalu 29 stycznia 1984 w zremisowanym 0:0 meczu z Joinville EC Kita zadebiutował w lidze brazylijskiej. Z Internacionalem zdobył mistrzostwo stanu Rio Grande do Sul – Campeonato Gaúcho w 1984. W latach 1986–1987 był zawodnikiem innego Internacionalu - Limeira. Z Internacionalem zdobył jedyne w jego historii mistrzostwo stanu São Paulo – Campeonato Paulista oraz był królem strzelców tych rozgrywek w 1986 roku.
W latach 1986–1987 był zawodnikiem CR Flamengo. Z Flamengo zdobył mistrzostwo Brazylii 1987. W latach 1988–1989 był zawodnikiem Portuguesy São Paulo i Grêmio Porto Alegre. W barwach Grêmio Kita wystąpił ostatni raz w lidze brazylijskiej 3 grudnia 1989 w przegranym 1:3 meczu z São Paulo FC. Ogółem w latach 1984–1989 w I lidze wystąpił w 74 meczach, w których strzelił 27 bramek. Z Grêmio wygrał pierwszą edycję Copa do Brasil w 1989. W późniejszych latach występował w m.in. w Athletico Paranaense, Portuguesie czy Figueirense FC. Karierę zakończył w EC Passo Fundo w 1995 roku.

## Kariera reprezentacyjna
Kita występował w olimpijskiej reprezentacji Brazylii. W 1984 uczestniczył w Igrzyskach Olimpijskich w Los Angeles na których Brazylia zdobyła srebrny medal. Na turnieju Kita wystąpił w czterech meczach reprezentacji Brazylii z Marokiem (bramka), Kanadą, Włochami i w finale z Francją.